# Rubén Baraja
Rubén Baraja Vegas (ur. 11 lipca 1975 w Valladolid) – hiszpański trener i piłkarz występujący na pozycji pomocnika. Piłkarską karierę zakończył w Valencii CF. Jest bratem Javiera, także piłkarza.

## Życiorys

### Kariera klubowa
Zawodową karierę rozpoczynał w 1993 roku w Realu Valladolid. Następnie grał w Atlético Madryt, a w 2000 roku podpisał kontrakt z Valencią CF. W 2002 i 2004 roku sięgnął z nią po tytuł mistrza Hiszpanii. Zdobył także superpuchar kraju oraz Puchar UEFA. 

### Kariera reprezentacyjna
W reprezentacji Hiszpanii zadebiutował 7 października 2000 roku w wygranym 2:0 spotkaniu przeciwko Izraelowi. Wystąpił między innymi na Mistrzostwach Świata 2002 oraz Mistrzostwach Europy 2004.

### Kariera trenerska
20 sierpnia 2020 hiszpański klub Real Saragossa poinformował o zatrudnieniu Rubéna Baraji na stanowisko trenera.